# رقص شیطان
رقص شیطان (به زبان اسپانیایی: Diablada) یک رقص معروف در آمریکای جنوبی است که ریشه آن در منطقه اورورو در بولیوی است. رقاصان ماسک و لباس مخصوص که نماد شیطان است، به تن می‌کنند.

## محدوده جغرافیایی
این در رقص در کشور هایی مانند اسپانیا، شیلی، پرو (معمولاً در کریسمس)، آرژانتین، ایالات متحده آمریکا و اتریش نیز مرسوم است.

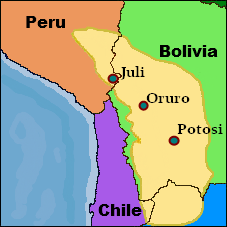
مبدا جغرافیایی رقص شیطان

## نگارخانه

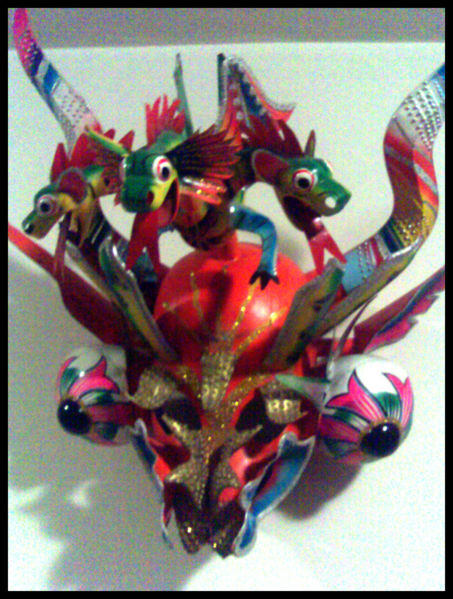
یک ماسک مخصوص رقص
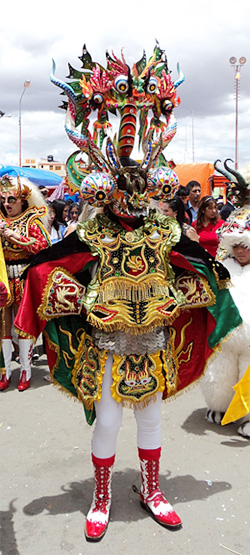
لباس مرسوم رقص
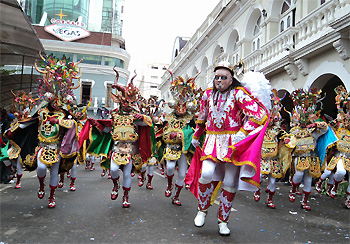
جشن در خیابان